# Troontunnel
De Troontunnel is een tunnel voor autoverkeer op de Brusselse Kleine Ring, gelegen ten oosten van het centrum in de Belgische hoofdstad Brussel. De tunnel loopt onder het kruispunt met de N23 (Belliardstraat), met onder andere de afslag naar de A3/E40.
In mei 2022 startten er ingrijpende renovatiewerken aan de tunnelkoker richting noorden, waardoor het verkeer tot de herfst in beide richtingen over één rijstrook door de andere koker gaat.
Annie Cordytunnel · Baljuwtunnel · Belliardtunnel · Boileautunnel · Deltatunnel · Georges Henritunnel · Hallepoorttunnel · Jubelparktunnel ·Koninginnetunnel · Kortenbergtunnel · Kruidtuintunnel · Kunst-Wettunnel · Louizatunnel · Madoutunnel · Montgomerytunnel · Naamsepoorttunnel · NAVO-tunnel · Pachecotunnel · Reyerstunnel · Rogiertunnel · Stefaniatunnel · Tervurentunnel · Troontunnel · Van Praettunnel · Vleurgattunnel · Wettunnel · Woluwetunnel